# Sematophyllum dixonii
Sematophyllum dixonii là một loài Rêu trong họ Sematophyllaceae. Loài này được (Thér.) O'Shea miêu tả khoa học đầu tiên năm 1995.